# O Chinês Convertido

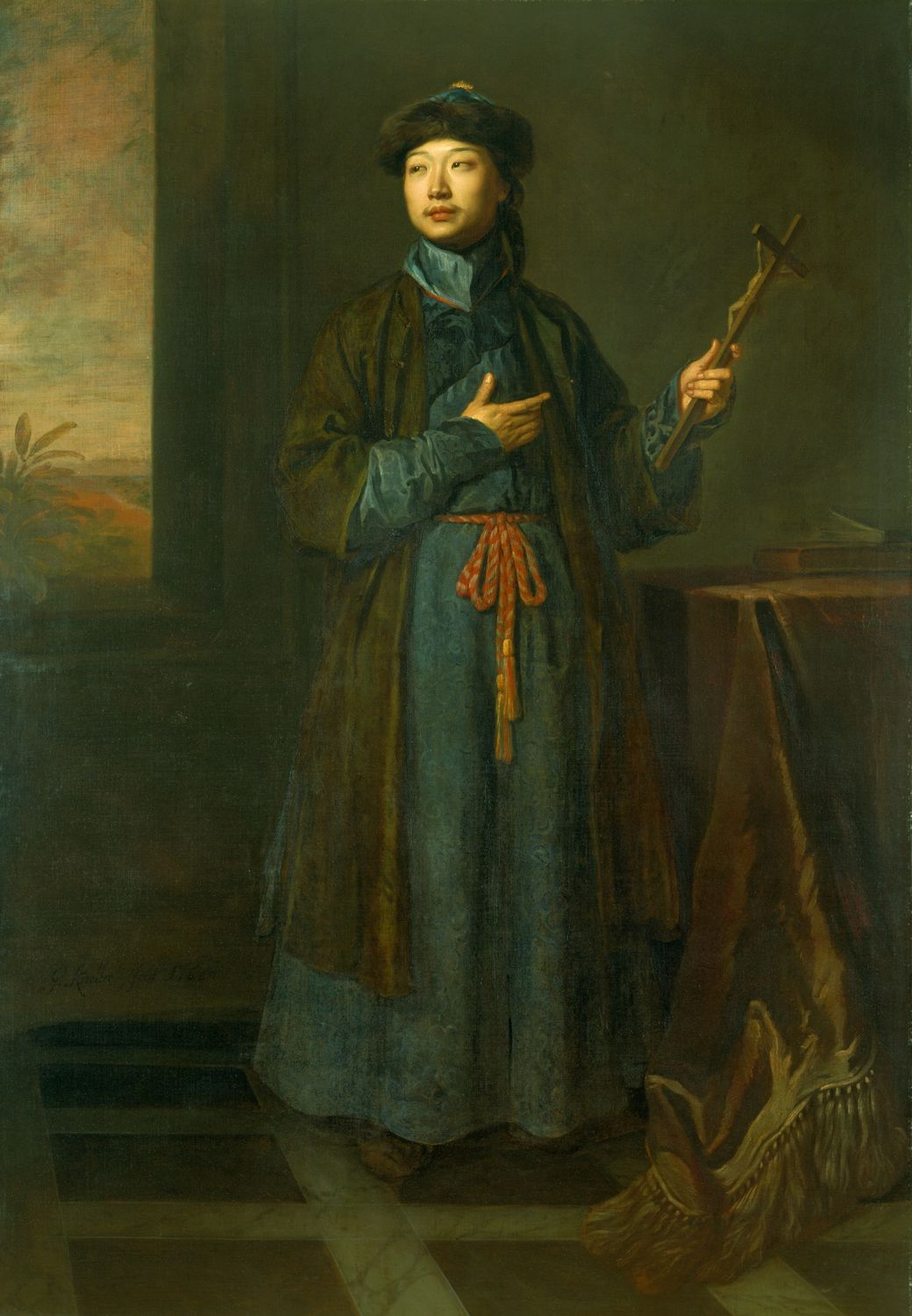
Michael Alphonsius Shen Fuzong, "O Chinês Convertido", por Godfrey Kneller, de 1687 (assinado e datado). Royal Collection Trust. Óleo Sobre Tela, 212,2 x 147,6 cm.

O Chinês Convertido é uma famosa pintura de 1687 por Godfrey Kneller, retratando um chinês convertido ao Cristianismo pelos missionários jesuítas na China, em viagem a Europa no século XVII: Michael Alphonsius Shen Fuzong.

## História
A pintura foi encomendada pelo Rei Jaime II, quando ele conheceu Shen Fuzong, durante a sua visita à Inglaterra, em 1685. O rei ficou tão encantado com a visita que adquiriu o seu retrato e pendurou-o nos seus aposentos. O gênero da obra pode ser identificado tanto como retrato quanto como pintura religiosa, pois a composição busca uma caracterização direta e desenhada sem afetações e, ao mesmo tempo, o olhar devoto do retratado, voltando-se ao alto, sugere inspiração divina. O quadro se encontra, desde quando foi pintado até os dias atuais, em exibição no Castelo de Windsor, em Londres.
Em 1681, Shen deixou a China com o padre jesuíta Philippe Couplet para uma expedição pela Europa, onde Couplet planejava promover a missão dos jesuítas na China e defender a causa da Companhia de Jesus diante do Papa Inocêncio XI. Couplet deveria ter sido acompanhado por cinco candidatos chineses ao sacerdócio, incluindo Wu (Simon de Cunha) e Shen Fuzong (Michael Shen). No final, apenas Michael Shen e outro jovem candidato partiram com Couplet. Depois de um atraso na Batávia, apenas Michael Shen seguiu com Couplet nessa turnê pela Europa. Na Inglaterra, Shen também visitou Oxford, ajudando na catalogação da coleção de livros chineses da Biblioteca Bodleiana. Em 1688, no ano seguinte de seu retrato, Michael Alphonsus Shen Fuzong ingressou oficialmente na Companhia de Jesus, quando se encontrava em Lisboa. Morreu em 1691, perto de Moçambique, em seu caminho de volta para a China.
Sendo um noviço da Companhia de Jesus, a reunião de Shen com o rei inglês só foi possível durante um breve período da história posterior à Reforma Inglesa, quando o rei seguia o Catolicismo Romano e os jesuítas foram recebidos em sua corte. Um ano depois, em 1688, Jaime II foi deposto e substituído pelo protestante Guilherme III. De outro modo, o encontro entre o rei, o jesuíta e o artista — Jaime II, Michael Shen Fuzong e Sir Godfrey Kneller — jamais poderia ter acontecido. O quadro, apesar de retratar um sujeito com feições evidentemente orientais, chegou a ser confundido com uma representação de Phillippe Couplet, sendo identificado como "Francis Couplet, um missionário chinês". Porém, Shen Fuzong era bem conhecido na corte de Jaime II. A primeira referência ao seu retrato é de 1687, mesmo ano em que foi pintado, quando o cirurgião James Yonge reconhece a imagem do noviço chinês nos aposentos reais.